# Echeveria tobarensis
Echeveria tobarensis är en fetbladsväxtart som beskrevs av Alwin Berger. Echeveria tobarensis ingår i släktet Echeveria och familjen fetbladsväxter. Inga underarter finns listade i Catalogue of Life.